# Собачка прісноводний
Собачка прісноводний (Salaria fluviatilis) — вид риб з родини Blenniidae. Поширені в Албанії, Алжирі, Боснії-Герцоговині, Хорватії, Франції, Греції, Ізраїлі, Італії, Йорданії, Лівані, Марокко, Португалії, Чорногорія, Іспанія, Швейцарії, Сирії і Туреччині. Природними місцями помешкання є річки і прісноводні озера.